# معركة مرو

معركة مَرْو هي معركة وقعت في 2 ديسمبر 1510 نتيجة الغزو الأوزبكي لخراسان. انتهت المعركة بانتصار حاسم للدولة الصفوية. وكانت النتيجة أن الصفويين استعادوا السيطرة على منطقة خراسان التي شمال شرق وشرق إيران الحالية، والأجزاء الجنوبية من تركمانستان الحالية، وغرب وشمال أفغانستان.

## خلفية
بعد أن بدأ الأوزبك الشيبانيون في الصعود إلى السلطة في بلاد ما وراء النهر حوالي عام 1495، كان محمد شيباني خان ينتظر الفرصة لضم أراضي التيموريين في هرات، وهو ما حدث في النهاية عندما احتلت قوات الخان الأوزبكي المدينة وضواحيها عام 1507. بدأ الشاه إسماعيل حملته على أذربيجان عام 1502، وأعاد توحيد إيران بأكملها بحلول عام 1509. طلب بديع الزمان ميرزا ابن السلطان حسين باقرا اللجوء إلى بلاط إسماعيل وحرضه على شن حملة في الشرق.

## المعركة
وصل الشاه إسماعيل إلى خراسان بسرعة كبيرة، مما أدى إلى انسحاب شيباني خان إلى قلعة مرو وبقي ينتظر التعزيزات من القبائل الأوزبكية. تظاهر الجيش الصفوي بالتراجع، مما شجع الأوزبك على مغادرة القلعة لمطاردتهم، لكنهم وقعوا في كمين وتم تدميرهم من قبل قوات القزلباش التابعة للشاه إسماعيل بمجرد أن كانوا بعيدين جدًا عن القلعة لاستعادة سلامتها. وبحسب ما ورد كان جيش شيباني خان يفوق عدد القوات الصفوية بشكل كبير، والذي تم القبض عليه وقتله أثناء محاولته الهروب من المعركة. قام الشاه إسماعيل بإرسال أجزاء جسده إلى مناطق مختلفة من الدولة لعرضها، ثم قام بتغليف جمجمته بالذهب وحولها إلى كأس للشرب مرصع بالجواهر. أدت النتيجة الأولية للمعركة إلى تجديد السيطرة الصفوية على خراسان، وهي المنطقة التاريخية التي تقع في الغالب في أجزاء من إيران الحديثة وتركمانستان وأفغانستان.